# Jimmy Witherspoon
Jimmy Witherspoon (8. srpna 1923 Gurdon – 18. září 1997 Los Angeles) byl americký bluesový zpěvák, známý mezi fanoušky jako „Spoon“.
Narodil se v Arkansasu a v dětství zpíval v kostelním sboru. Za druhé světové války nahrával v Indii se skupinou Teddyho Weatherforda hudbu pro armádní rozhlasové vysílání. Po válce se přidal k big bandu Jaye McShanna. V roce 1949 s ním nahrál svůj největší hit „Ain't Nobody's Business“ (původně z repertoáru Bessie Smithové), který vydržel 34 týdnů v čele černošské hitparády. Byl představitelem křičeného blues typického pro Kansas City a ve svém projevu spojoval bluesové a jazzové vlivy. Vystupoval také s Lionelem Hamptonem, Louisem Jordanem a Little Miss Cornshucks.
V padesátých letech vyšlo křičené blues z módy, Witherspoon však zaznamenal comeback díky úspěšnému vystoupení na Monterey Jazz Festivalu v roce 1959 a velkému turné po Evropě v šedesátých letech. V roce 1970 spolupracoval s Jackem McDuffem na albu To Seek a New Home. Objevil se také jako herec ve filmech To Sleep with Anger a Georgia. Posmrtně byl uveden do Blues Hall of Fame.
Jeho vnuk Ahkello Witherspoon hraje americký fotbal za klub San Francisco 49ers.